# Szent Lambert

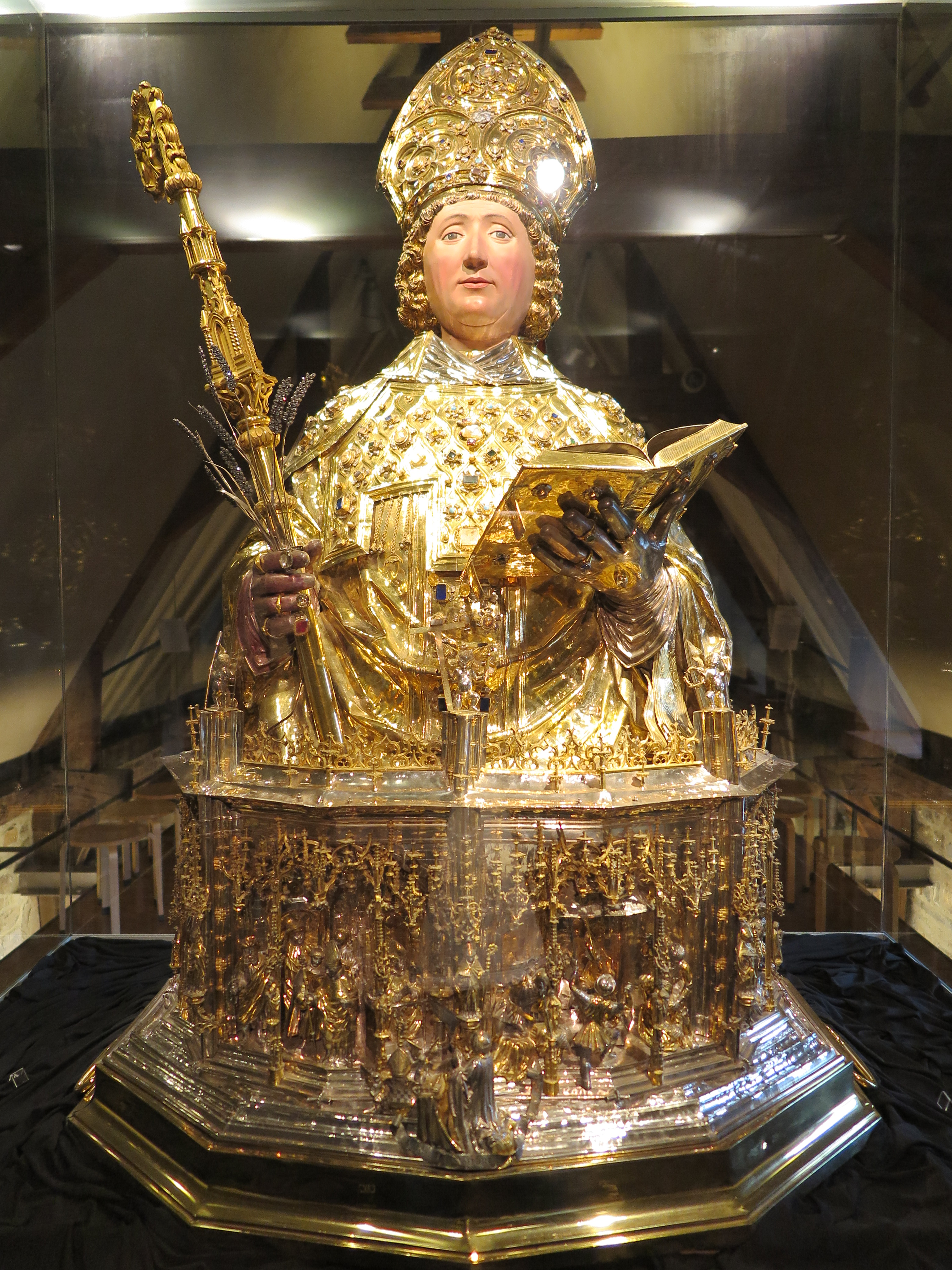
Szt. Lambert ereklyetartó (Szent Pál-székesegyház, Liège)

Szent Lambert vagy Landebertus (kb. 633/636 – kb. 705. szeptember 17.) előbb Tongeren, majd 675-től haláláig Maastricht püspöke volt.
Halálának éve nem ismert, de szeptember 17-én, Liège városa közelében fekvő házában szenvedett vértanúságot.

## Élete és munkássága
Szent Lambert életével kapcsolatban a legfontosabb forrás a „Vita Landiberti episcopi Traiectensis vetustissima” című lectio. A lectio nem hivatalos életrajz vagy történeti munka, hanem liturgikus irat, ezért valószínűleg a szent ünnepnapján, szeptember 17-én olvastak fel ebből a híveknek. Ez a lectio valamikor 727 és 743 között keletkezett, tehát írója nem találkozhatott személyesen Lamberttel, de az elbeszélés valószínűleg Lambert kortársainak és személyes ismerőseinek elbeszélésén alapul. Maga az irat scripta latina rustica nyelven keletkezett, amely az egyik átmeneti nyelv volt a klasszikus latin és a korai romance nyelvek között. A „rusztikus” elnevezés arra utalt, hogy a köznép is megértette, vagyis a misék alatt a hivatalos latin helyett használták. Bár írója nem ismert, de Szt. Lambert Vita-ja egy korábbi elbeszélésen, a Szt. Eloi életét elbeszélő Vita Sancti Eligii-n alapul. A Frank királyság idejében széles körben elterjedt szokás volt a népszerű vallásos iratok másolása, kiegészítve pár eredeti, de általában sztereotipikus életrajzi részlettel.
A Vita bevezetése nagyszerűen festi le a szent családi hátterét: „A nagyszerű Lambert püspök Maastrich városában született, ahol gazdag földbirtokosok jó keresztény családjában nevelkedett.” Kortársaihoz, Eloi, Arnulf és cahors-i Didier püspökökhöz hasonlóan Lambert is a frank „nemesi papság” köreihez tartozott. Ez a réteg igyekezett a frank királyságokban magához ragadni a régi, római hódítás alatt kialakult arisztokrácia által élvezett társadalmi és politikai pozíciókat.
669-670 körül Lambertet apja az akkori maastrichti püspök, Theodard védnöksége alá helyezi, az ifjú a püspök irányítása alatt elsajátítsa „az udvari etikett alapjait, a vallási dogmákat és a szerzetesi élet szabályait”.
A szöveg később úgy festi le Lambert-et, mint „jóképű, erős és életvidám, igen mozgékony és csatában bátor, elméje tárgyilagos, tartása elegáns, jótékonyságában, tisztaságában és alázatában igen állhatatos, egész életét a tanulmányoknak szentelte” Mint a szövegből is látható, a leírás sikeresen vegyíti a korabeli vallási és lovagi erényeket.
Lambert családja révén kapcsolatban állt Hugobert-rel, aki Austrasia királyainak majordomusa volt III. Theuderich és III. Childebert alatt, illetve Plectrude-del, Austrasia, Neustria és Burgundia majordomusának feleségével, azaz szoros szálak fűzték a frank királyságot ténylegesen, a király nevében irányító tisztviselőkhöz.
A korabeli meroving társadalomban nem volt ritka az előkelők erőszakos halála, ez alól nem voltak kivételek a korabeli egyházi tisztviselők sem. Valamikor 669-675 között Lambert pártfogója, Théodard liège-i püspök tisztázatlan körülmények között gyilkosság áldozata lett. A meroving uralkodó, II. Childerich tanácsadói javaslatára Lambertet nevezte ki a megüresedett püspöki pozícióra.

## Száműzetése
675-ben Childerich királyt meggyilkolták, ezzel egyidőben korábbi majordomusa, Ebroin, akit éppen a király parancsára száműztek, megszökött és Austrasia uralkodójának támogatásával Neustria és Burgundia uralkodója lett, jogilag III. Thierry nevében. Az Austrasia királyságot ekkor II. Dagobert uralta (676-679 között), Wulfoald gróf támogatásával, aki korábban Childéric egyik legjelentősebb tanácsadója volt.
Feltehetően a zűrzavart kihasználva és Ebroïn aktív támogatását élvezve pártfogoltja, Pharamond (v. Faramundus) elkergette  Lambertet és hét évig mint Tongeren-Maastrich püspöke uralkodott. Míg korábban a legtöbb történész támogatta azt a verziót, miszerint Ebroin jelentős szerepet játszott Lambert elmozdításában, mivel utóbbit szoros szálak fűzték a korábbi királyi családhoz. A legújabb kutatások szerint azonban éppen fordítva történhetett. Lambertet Austrasia királya, Dagobert és Wulfoald mozdították el ebből a pozícióból, mert azt gyanították, hogy túl közel áll Ebroin-hoz, akit Childerich meggyilkolásával gyanúsítottak.
Lambert a staveloti apátságba vonult vissza hét évre. Valamikor 675 és 682 között Pharamondot mozdították el a püspöki székből és „Maastricht tartománya, a papság és a lakosság kérésére” Herstali Pipin ismét Lambertet nevezte ki maastrichti püspöknek. Bár Lambert visszatérésének pontos időpontja nem ismert, de feltehetően csak Ebroïn (†680), II. Dagobert (†679), Wulfoald (†kb. 679) halála után volt erre lehetősége.
Visszatérése után Lambert igyekezett keresztény hitre téríteni a Frank birodalom északi részein élő népeket, a Meuse folyó völgyében és az Ardennekben élő pogányokat, feltehetően Pipin hadjáratával egyidőben, amelyet a frízek ellen indított. Lambert módszerei meglehetősen egyszerűek voltak, a Vita szerint „számtalan templomot és bálványt rombolt le”.

## Halála és vértanúsága
Lambert halálát nem a régi viszályok, hanem áttételesen az erőszakos térítés miatt feltörő feszültségek okozták. Két testvér, Gallus és Rivaldus, megtámadták Lambertet és kíséretét, akiknek sikerült levágni a támadókat. Gallus és Rivaldus Pipin testőrségének vezetője, Dodon vér szerinti rokona volt. A frank királyságban uralkodó politikai zűrzavar miatt nem volt ritka a magánhadseregek kialakulása és Dodon egyike volt azoknak, akik fegyveres szolgálataikat a nemesurak szolgálatában ajánlották (szemben a korabeli hűbéresi kapcsolatokkal).
Dodon bosszút esküdött Lambert ellen és a testőrséggel Liège városában menetelt. Lambert ekkor a városhoz közeli birtokán tartózkodott, ahol Dodon és fegyveresei a püspököt és egész kíséretét bekerítették Lambertet. A támadás kezdetén Lambert kardot fogott, de később megesküdött, hogy nem fogja más életét kioltani és eldobta a fegyvert. A támadók behatoltak a házba és mindenkit lemészároltak, akivel találkoztak. Egyikük felmászott a tetőre, elmozdította a cserepeket és így talált rá a szobájában imádkozó Lambertre, akit lándzsájával leszúrt.
A gyilkosság szeptember 17-én történt, bár az év nem ismert, de valószínűleg 705 előtt történt.
A katolikus egyház által elfogadott és terjesztett változat szerint Lambert a házasság szentségének védelmében halt meg. Pipin ugyanis Plectrude-t vette feleségül, de mellette szeretőt is tartott, Alpais-t. Mivel senki sem merte a király szemére vetni a házasságtörést, Lambert magára vállalta ezt a feladatot. Alpais, attól tartva, hogy a király megfogadja Lambert intelmeit és elűzi, testvéréhez, Dodonhoz fordult, aki a Szent Kozma és Damján templomban meggyilkoltatta a püspököt.
Lambert földi maradványait szolgái Maastrichtba vitték és szülei, Aper és Herisplindis sírjába temették. Valamikor 714 és 723 között utódja, Szent Hubertusz exhumálta Lambert maradványait és Liège-be helyezte el azokat, ahol a főteret a mai napig Place Saint-Lambert-nek hívják.

## Szt. Lambert és Szt. Hubert
Hubert vagy Hubertus (a vadászok, erdészek, lövészcéhek védőszentje) fiatalkorában Neustria királya, III. Theuderich párizsi udvarában nevelkedett. A majordomus, Ebroin azonban a legtöbb nemest elüldözte, és az ifjú Hubert is az Austrasiai királyság metzi udvarába menekült. A metzi majordomus, Pippin, szívélyesen fogadta Hubertet, és udvarmesterré nevezte ki. Hubert 682-ben vette feleségül Floribanne-t, a leuveni herceg lányát, aki azonban fiuk születése után meghalt. Hubert ekkor visszavonult az udvari élettől és korábbi nagy szenvedélyétől, a vadászattól. A rákövetkező év nagypéntekén Hubert mégis vadászni indult, és a legenda szerint egy gyönyörű szarvast pillantott meg, agancsai között fénylő kereszttel. A szarvas tanácsára felkereste Maastricht püspökét, Lambertet és annak irányításával papnak tanult, rövidesen felszentelték és rövidesen Lambert egyik legfőbb segítője lett.
A legenda szerint 708-ban Hubert zarándoklatra indult Lambert tanácsára és éppen Rómában tartózkodott, amikor Lambertet meggyilkolták. A szent legendája szerint a pápa látomásban értesült a gyilkosságról és ugyanez a látomás sugallta, hogy Hubertet nevezze ki a megüresedett püspöki székbe. Hubert maga is kereste a mártíromságot, de számos kísérlete sikertelen volt. 720-ban egy látomás alapján Szt. Lambert tartományait Liège városába vitette, ahol megalapította a liègei püspökséget.

## Ünnepnapja
Szt. Lambert napját szeptember 17-én ünnepli a katolikus egyház, elsősorban a Németalföldön jelentős ünnepnap. Először a 8. századtól ünnepelték a frank birodalom területén, Vesztfáliában és Hollandiában ma is megtartják. A 12. századtól Freiburg im Breisgauban őrizték fejereklyéjét, amit 1794-ben a mauzóleummal együtt elpusztítottak a francia köztársaság csapatai.

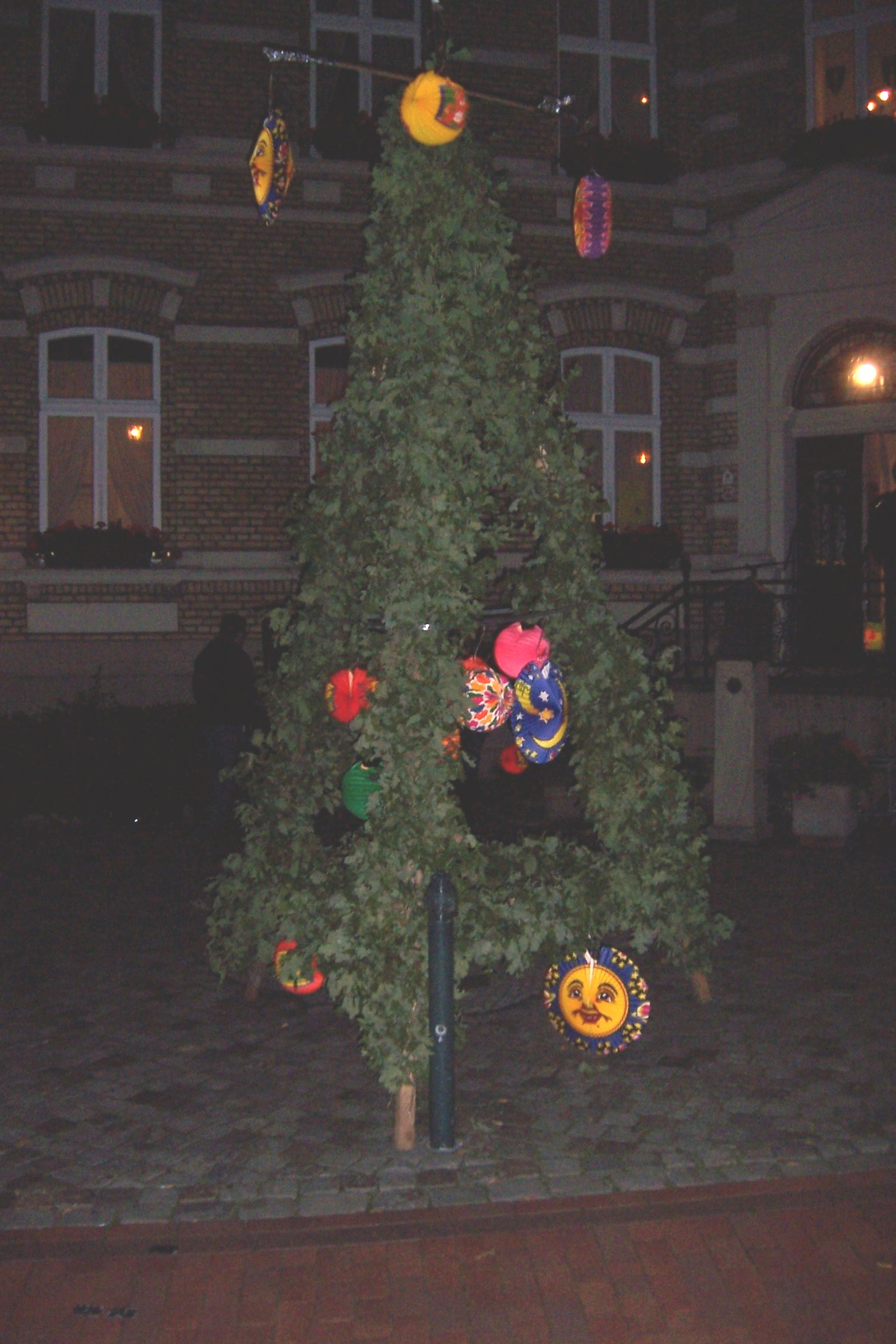
"Lambertus piramist".

Münster városában a Lambertusfest két hétig tartó népünnepély, melynek csúcspontja szeptember 17-én van. A gyerekek faágakból "Lambertus" piramist építenek, amit lámpákkal diszítenek és a szent életét megörökítő dalokat énekelnek (Lambertussingen).
Magyarországon kevéssé ismert szent. I. Béla király fia a Lampert nevet viselte. A Szelepcsényi-kódex számon tartja, de Szent Lambert kultusza csak az Árpád-házi uralkodók korára jellemző. Utána már csak a somlóvásárhelyi monostor, továbbá a Lampérth, Lompérth családnév emlékeztet rá. Beregszásznak Lampértháza volt a középkori neve, Oláhpatak település régi neve pedig Lamperfalva (németesen Lampertsdorf). Ez utóbbi települést Ila Bálint szerint dobsinai német bányászok alapították. Az 1770-ben épült rábagyarmati templom védőszentje (patrónusa) 1950-ig.

## Egyéb
Szt. Lambert a védőszentje a németországi Freiburg és Lambrecht in der Pfalz városoknak, a földműveseknek, sebészeknek, sebkötőzőknek és fogorvosoknak. A népi bölcsesség szerint ha Szt. Lambert napja tiszta, napos, akkor az új évben száraz, napos időre lehet számítani; ha Szt. Lambert esős, akkor a következő tavasszal sok csapadékra kell számítani.
Szt. Lambertről nevezték el:
- Cathédrale Saint-Lambert-et-Notre-Dame, Liège katedrálisát
- Place Saint Lambert, Liège főterét
- Woluwe-Saint-Lambert kerületet, Brüsszel
- A Sint Lambertus főiskolát

Belgiumban összesen 48 templomot neveztek el a szent után és Szt. Lambert a védőszentje az alábbi belga  településeknek:
- Alt-Hoeselt
- Beurs
- Bevingen
- Cerfontaine
- Corroy-le-Château
- Eindhout
- Ekeren
- Feneur
- Geistingen
- Gestel
- Grobbendonk
- Grote Spouwen
- Heist-op-den-Berg
- Hendrieken
- Hermalle-sous-Argenteau
- Herstal
- Hormaal
- Jemeppe-sur-Meuse
- Jemeppe-sur-Sambre
- Kessel
- Le Rœulx
- Lixhe
- Neerharen
- Neeroeteren
- Nudorp
- Opheers
- Opglabbeek
- Rachamps
- Senzeilles
- 's Gravenvoeren
- Stokkem
- Tongeren
- Val-Saint-Lambert
- Veldwezelt
- Wangenies
- Westerlo
- Wonck

## Külső hivatkozások
- Biografisch-Bibliografisches Heiligenlexikon: Heilige Lambert (in German)
- Ökumenisches Heiligenlexikon: Lambert (in German)
- Catholic Encyclopedia: „Saint Lambert”
- Ökumenisches Heiligenlexikon: Lambert in the reign of Dagobert II (in German)